# Thới Lai, Cần Thơ
Thới Lai là một xã thuộc thành phố Cần Thơ, Việt Nam.

## Địa lý
Xã Thới Lai có vị trí địa lý:
- Phía đông giáp xã Trường Thành
- Phía tây giáp xã Đông Thuận và xã Trường Xuân
- Phía nam giáp xã Trường Thành và xã Trường Xuân
- Phía bắc giáp xã Đông Hiệp.

Xã Thới Lai có diện tích 50,78 km², dân số năm 2024 là 36.371 người, mật độ dân số đạt 716 người/km².

## Lịch sử
Ngày 20 tháng 9 năm 1975, Bộ Chính trị ban hành Nghị quyết số 245-NQ/TW về việc hợp nhất tỉnh Cần Thơ (ngoại trừ huyện Thốt Nốt), tỉnh Sóc Trăng, tỉnh Trà Vinh, tỉnh Vĩnh Long thành một tỉnh, tên gọi tỉnh mới cùng với nơi đặt tỉnh lỵ sẽ do địa phương đề nghị lên.
Ngày 20 tháng 12 năm 1975, Bộ Chính trị ban hành Nghị quyết số 19/NQ về việc hợp nhất tỉnh Cần Thơ (bao gồm cả huyện Thốt Nốt của tỉnh Long Xuyên), tỉnh Sóc Trăng thành một tỉnh mới, tên gọi tỉnh mới cùng với nơi đặt tỉnh lỵ sẽ do địa phương đề nghị lên.
Ngày 24 tháng 2 năm 1976, Chính phủ Cách mạng lâm thời Cộng hòa miền Nam Việt Nam ban hành Nghị định số 3/NQ/1976 về việc hợp nhất tỉnh Cần Thơ, tỉnh Sóc Trăng và thành phố Cần Thơ thành một tỉnh mới, lấy tên là tỉnh Hậu Giang.
Ngày 28 tháng 3 năm 1983, Hội đồng Bộ trưởng ban hành Quyết định số 21-HĐBT về việc:
- Thành lập xã Đông Hiệp thuộc huyện Ô Môn trên cơ sở ấp Thới Hiệp của xã Thới Đông và một phần của ấp Thới Hữu thuộc xã Thới Lai.
- Chia xã Thới Lai thuộc huyện Ô Môn thành 5 xã: Thới Hòa, Thới Hữu, Thới Khương Bình, Thới Khương Ninh, Thới Lai.

Ngày 16 tháng 9 năm 1989, Hội đồng Bộ trưởng ban hành Quyết định số 128-HĐBT về việc sáp nhập 4 xã: Thới Hòa, Thới Hữu, Thới Khương Bình, Thới Khương Ninh thuộc huyện Ô Môn vào xã Thới Lai.
Ngày 21 tháng 12 năm 1991, Ban Tổ chức – Cán bộ của Chính phủ ban hành Quyết định về việc giải thể xã Đông Hiệp thuộc huyện Ô Môn để sáp nhập vào xã Thới Đông và xã Thới Lai.
Ngày 26 tháng 12 năm 1991, Quốc hội ban hành Nghị quyết về việc chia tỉnh Hậu Giang thành tỉnh Cần Thơ và tỉnh Sóc Trăng.
Ngày 21 tháng 4 năm 1998, Chính phủ ban hành Nghị định số 21/1998/NĐ-CP về việc thành lập xã Đông Hiệp thuộc huyện Ô Môn trên cơ sở điều chỉnh 1.754 ha diện tích tự nhiên và 5.222 nhân khẩu của xã Thới Đông; 680 ha diện tích tự nhiên và 1.337 nhân khẩu của xã Thới Long; 914,9 ha diện tích tự nhiên và 3.054 nhân khẩu của xã Thới Lai.
Sau khi điều chỉnh địa giới hành chính, xã Thới Lai có 5.159,1 ha diện tích tự nhiên và 27.517 nhân khẩu.
Ngày 4 tháng 8 năm 2000, Chính phủ ban hành Nghị định số 28/2000/NĐ-CP về việc thành lập thị trấn Thới Lai thuộc huyện Ô Môn trên cơ sở 946,51 ha diện tích tự nhiên và 10.183 nhân khẩu của xã Thới Lai.
Sau khi điều chỉnh địa giới hành chính, xã Thới Lai có 3.955,3 ha diện tích tự nhiên và 14.630 nhân khẩu.
Ngày 12 tháng 5 năm 2003, Chính phủ ban hành Nghị định số 48/2003/NĐ-CP về việc thành lập xã Xuân Thắng thuộc huyện Ô Môn trên cơ sở 1.207,7 ha diện tích tự nhiên và 7.645 nhân khẩu của xã Thới Lai.
Sau khi điều chỉnh địa giới hành chính, xã Thới Lai còn lại 2.608,53 ha diện tích tự nhiên và 11.157 nhân khẩu.
Ngày 26 tháng 11 năm 2003, Quốc hội ban hành Nghị quyết số 22/2003/QH11 về việc chia tỉnh Cần Thơ thành thành phố Cần Thơ trực thuộc trung ương và tỉnh Hậu Giang.
Ngày 2 tháng 1 năm 2004, Chính phủ ban hành Nghị định số 05/2004/NĐ-CP về việc:
- Thành lập huyện Cờ Đỏ thuộc thành phố Cần Thơ.
- Chuyển thị trấn Thới Lai và xã Thới Lai thuộc huyện Ô Môn về huyện Cờ Đỏ mới thành lập quản lý.
- Thị trấn Thới Lai trở thành huyện lỵ của huyện Cờ Đỏ.

Ngày 23 tháng 12 năm 2008, Chính phủ ban hành Nghị định số 12/NĐ-CP về việc:
- Thành lập xã Trường Thắng thuộc huyện Cờ Đỏ trên cơ sở điều chỉnh 1.481,86 ha diện tích tự nhiên và 6.466 nhân khẩu của xã Trường Thành; 656,54 ha diện tích tự nhiên và 4.711 nhân khẩu của xã Thới Lai.
- Sau khi điều chỉnh địa giới hành chính, xã Thới Lai còn lại 1.762,76 ha diện tích tự nhiên và 6.600 nhân khẩu (được đổi tên thành xã Thới Tân).
- Thành lập huyện Thới Lai thuộc thành phố Cần Thơ.
- Chuyển thị trấn Thới Lai và 2 xã: Thới Tân,  Trường Thắng thuộc huyện Cờ Đỏ về huyện Thới Lai mới thành lập quản lý.
- Thị trấn Thới Lai trở huyện lỵ của huyện Thới Lai.

Ngày 12 tháng 6 năm 2025, Quốc hội ban hành Nghị quyết số 202/2025/QH15 về việc sắp xếp đơn vị hành chính cấp tỉnh (nghị quyết có hiệu lực từ ngày 12 tháng 6 năm 2025). Theo đó, sáp nhập tỉnh Hậu Giang và tỉnh Sóc Trăng vào thành phố Cần Thơ.
Ngày 16 tháng 6 năm 2025:
- Quốc hội ban hành Nghị quyết số 203/2025/QH15[18] về việc Sửa đổi, bổ sung một số điều của Hiến pháp nước Cộng hòa xã hội chủ nghĩa Việt Nam. Theo đó, kết thúc hoạt động của đơn vị hành chính cấp huyện trong cả nước từ ngày 1 tháng 7 năm 2025.
- Ủy ban Thường vụ Quốc hội ban hành Nghị quyết số 1668/NQ-UBTVQH15[1] về việc sắp xếp các đơn vị hành chính cấp xã của thành phố Cần Thơ năm 2025 (nghị quyết có hiệu lực từ ngày 16 tháng 6 năm 2025). Theo đó, thành lập xã Thới Lai thuộc thành phố Cần Thơ trên cơ sở toàn bộ 18,13 km² diện tích tự nhiên, quy mô dân số là 8.873 người của xã Thới Tân; toàn bộ 22,96 km² diện tích tự nhiên, quy mô dân số là 14.285 người của xã Trường Thắng và toàn bộ 9,69 km² diện tích tự nhiên, quy mô dân số là 13.213 người của thị trấn Thới Lai thuộc huyện Thới Lai.

Xã Thới Lai có 50,78 km² diện tích tự nhiên và quy mô dân số là 36.371 người.